# Roman Załoziecki
Roman Aleksander Załoziecki herbu Sas (ur. 27 marca 1861 w Bolechowie, zm. 1918 w Wiedniu) – ukraiński chemik, inżynier, działacz społeczny, poseł do Sejmu Krajowego Galicji X kadencji.

## Życiorys
Do szkoły realnej uczęszczał w Stryju, w 1871 przeprowadził się do Czerniowiec, a w 1876 do Krems an der Donau w Austrii. Od 1878 do 1882 studiował na Wydziale Chemicznym Politechniki Wiedeńskiej, a następnie przeniósł się do Lwowa i kontynuował naukę w tamtejszej Szkole Politechnicznej. Po jej ukończeniu w 1884 pozostał na uczelni jako asystent prof. Bronisława Pawlewskiego. Przez dwa lata pracował w kopalniach w Peczeniżynie. Po otrzymaniu stypendium wyjechał do Zurychu i studiował technologię na tamtejszej politechnice.
W 1887 obronił pracę habilitacyjną na Wydziale Chemii Technicznej Politechniki Lwowskiej. Rok później został wykładowcą technologii chemicznej nafty i wosku ziemnego (ozokerytu). W 1891 przejął po Bronisławie Pawlewskim prowadzenie krajowej stacji doświadczalnej dla przemysłu naftowego. Należał do Polskiego Towarzystwa Politechnicznego we Lwowie, od 1893 do 1895 pełnił funkcję sekretarza. W 1892 został mianowany na uczelni docentem, w 1905 zaś jej tytularnym profesorem zwyczajnym (pomimo braku stosownej katedry). Zasiadał w komisji egzaminacyjnej II stopnia w Szkole Politechnicznej, równocześnie był wykładowcą na Akademii Handlowej we Lwowie. Pełnił funkcję rzeczoznawcy sądowego w sprawach karnych i cywilnych, zasiadał w państwowej radzie kolejowej i urzędzie patentowym w Wiedniu, a także w radzie podatkowej przy Ministerstwie Skarbu. Pełnił funkcję członka komisji egzaminacyjnej ze strony lwowskiego namiestnictwa dla kontrolerów technicznych w gorzelniach. Od 1898 był współredaktorem czasopisma „Nafta”.
W 1905 został mianowany konsulem Wielkiej Brytanii we Lwowie (konsulat ulokowano w wilii profesora przy ul. Krzyżowej we Lwowie). W 1913 został posłem Sejmu Krajowego Galicji X kadencji wybranym z IV kurii okręgu Rawa. W 1914 radca austriackiego ministerstwa robót publicznych. Na początku 1914 roku w prasie informowano o skompromitowaniu się Romana Załozieckiego kontaktami z towarzystwem H.K.T..

## Odznaczenie
- Krzyż Oficerski Korony Rumunii (1908) za zasługi dla rumuńskiego przemysłu naftowego[2]
- Krzyż Wojenny za Zasługi Cywilne II klasy – w uznaniu wybitnej działalności na polu badań technicznych (16 sierpnia 1918)[3]

## Dorobek naukowy
Roman Załoziecki był autorem licznych publikacji naukowych, które publikowano w prasie fachowej. Dotyczyły one wydobycia i przetwórstwa nafty i wosku ziemnego. Ponadto napisał pięć podręczników akademickich:
- Technologia nafty do użytku organów kontroli skarbowej i fabrykantów (1894);
- Torf i olej skalny na bazie wspólnej destylacji (1904);
- Produkcja spirytusu (1895);
- Gorzelnictwo wedle najnowszych postępów (1895);
- Stan ekonomiczny przemysłu naftowego w Galicji (1901).